# Efrem I z Jerozolimy
Efrem I z Jerozolimy – trzynasty biskup Jerozolimy. Lata jego urzędowania nie są znane.